# ليديهوك
ليديهوك (بالإنجليزية: Ladyhawke)‏ هو فيلم مغامرة تم إنتاجه في الولايات المتحدة وصدر في سنة 1985. الفيلم من إخراج ريشارد دونر.

## بطولة
- ماثيو برودريك
- راتغر هاور
- ميشيل فايفر

## الميزانية والإيرادات
بلغت تكلفة إنتاج الفيلم حوالي 20 مليون دولار بينما حقق أرباحا تقدر بـ 18,432,000 دولار.

## وصلات خارجية
- ليديهوك على موقع IMDb (الإنجليزية)
- ليديهوك على موقع روتن توميتوز (الإنجليزية)
- ليديهوك على موقع نتفليكس (الإنجليزية)
- ليديهوك على موقع قاعدة بيانات الأفلام العربية
- ليديهوك على موقع ألو سيني (الفرنسية)
- ليديهوك على موقع Turner Classic Movies (الإنجليزية)
- ليديهوك على موقع أول موفي (الإنجليزية)
- ليديهوك على موقع بوكس أوفيس موجو (الإنجليزية)
- ليديهوك على موقع فيلمافينيتي (الإسبانية)
- ليديهوك على موقع قاعدة بيانات الأفلام السويدية (السويدية)

1. ↑  "معلومات عن ليديهوك على موقع antoniogenna.net". antoniogenna.net. مؤرشف من الأصل في 2014-04-09.
2. ↑  "معلومات عن ليديهوك على موقع port.hu". port.hu. مؤرشف من الأصل في 2019-12-14.
3. ↑  "معلومات عن ليديهوك على موقع movie.walkerplus.com". movie.walkerplus.com. مؤرشف من الأصل في 2013-05-15.